# نادی‌دیموت
نادْیْ‌دیموت (به مجاری:  Nagygyimót) یک شهرداری در مجارستان است که در ناحیه پاپا واقع شده‌است. نادی‌دیموت ۲۳٫۴۳ کیلومتر مربع مساحت و ۵۸۷ نفر جمعیت دارد.